# Symphonie de chambre no 1 de Milhaud
Pour les articles homonymes, voir Symphonie de chambre.
La Symphonie de chambre no 1, « Le Printemps », op. 43, est une petite symphonie de Darius Milhaud composée en 1917 pour nonette.

## Présentation
La Symphonie de chambre no 1, op. 43, de Darius Milhaud, sous-titrée « Le Printemps », est une symphonie de chambre faisant partie d'un cycle de six Petites symphonies (ou Symphonies pour petit orchestre) composées entre 1917 et 1923, datant de l'époque des grandes expériences polytonales du compositeur. Ces symphonies sont toutes très courtes et les « trois petits mouvements qui les constituent exposent les idées, mais ne les développent pas ».
La Première symphonie est composée en 1917 à Rio de Janeiro, où Milhaud est le collaborateur de Paul Claudel à la légation de France,. Elle est écrite pour un nonette instrumental comprenant 1 piccolo, 1 flûte, 1 hautbois, 1 clarinette, 1 harpe, 2 violons, 1 alto et 1 violoncelle,. La partition est dédiée à Roger de Fontenay.
L’œuvre est créée le 11 août 1918 à Rio, au Concert symphonique, sous la direction de Francisco Braga (en). Dans ses Notes sans Musique, Milhaud écrit que le public fut déconcerté, non par les « sonorités », mais par la « brièveté de mon morceau... Il s'attendait à entendre une immense œuvre avec un immense orchestre ».

## Structure et analyse
La Symphonie, d'une durée moyenne d'exécution de quatre minutes environ, est composée de trois mouvements, :
1. Allant, mouvement « d'une grande fraîcheur[1] » ;
2. Chantant, qui « est une pastorale dans laquelle le hautbois s'adjuge l'essentielle partie mélodique[1] » ;
3. Et vif !, finale « construit sur un petit motif « folklorique » parcourant les pupitres avec une verve pétillante[1] ».

La partition est publiée par Universal Edition,, en 1922. Dans le catalogue des œuvres de Darius Milhaud, la Symphonie de chambre no 1 porte le numéro d'opus 43,.

## Discographie
- Milhaud: The 6 Little Symphonies, Others, Orchestre de Radio Luxembourg, Darius Milhaud (dir.), VoxBox CDX 5109, 1994.

### Ouvrages généraux
: document utilisé comme source pour la rédaction de cet article.

#### Livres
- Paul Collaer, Darius Milhaud : Nouvelle édition revue et augmentée, accompagnée du catalogue des œuvres et d'une discographie, Genève-Paris, Éditions Slatkine, 1982, 617 p. (ISBN 2-05-100375-0).
- François-René Tranchefort, « Darius Milhaud », dans François-René Tranchefort (dir.), Guide de la musique de chambre, Paris, Fayard, coll. « Les Indispensables de la musique », 1989, 995 p. (ISBN 2-213-02403-0), p. 597–610.

#### Chapitres d'ouvrage
- Colin Mason et Edwin Evans, « Milhaud, Darius », dans Walter Willson Cobbett et Colin Mason (dir.), Dictionnaire encyclopédique de la musique de chambre, vol. II : K–Z, Paris, Éditions Robert Laffont, coll. « Bouquins », 1999 (1re éd. 1929), 1627 p. (ISBN 2-221-07848-9), p. 955-963.